# Gare de Tullins-Fures
Gare de Tullins-Fures – przystanek kolejowy w Tullins, w departamencie Isère, w regionie Owernia-Rodan-Alpy, we Francji.
Jest przystankiem Société nationale des chemins de fer français (SNCF), obsługiwaną przez pociągi TER Rhône-Alpes.

## Położenie
Znajduje się na wysokości 201 m n.p.m., na 71,790 km linii Valence – Moirans.

## Usługi
Przystanek jest obsługiwany przez pociągi TER Rhône-Alpes relacji Chambéry - Valence-Ville.